# Capricornis

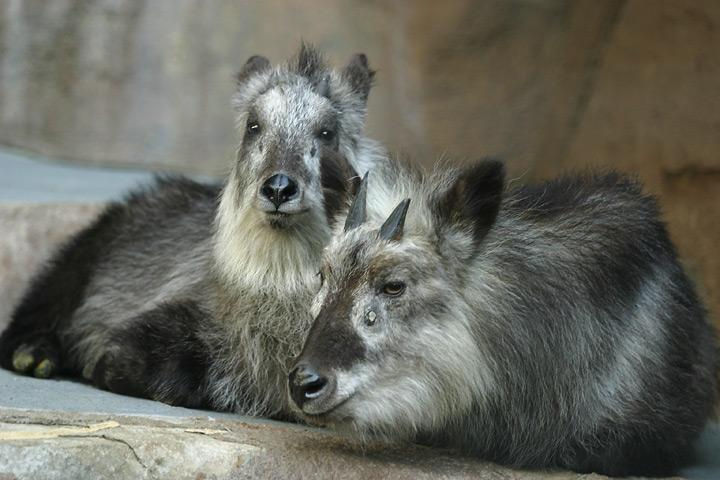
Capricorno del Giappone.

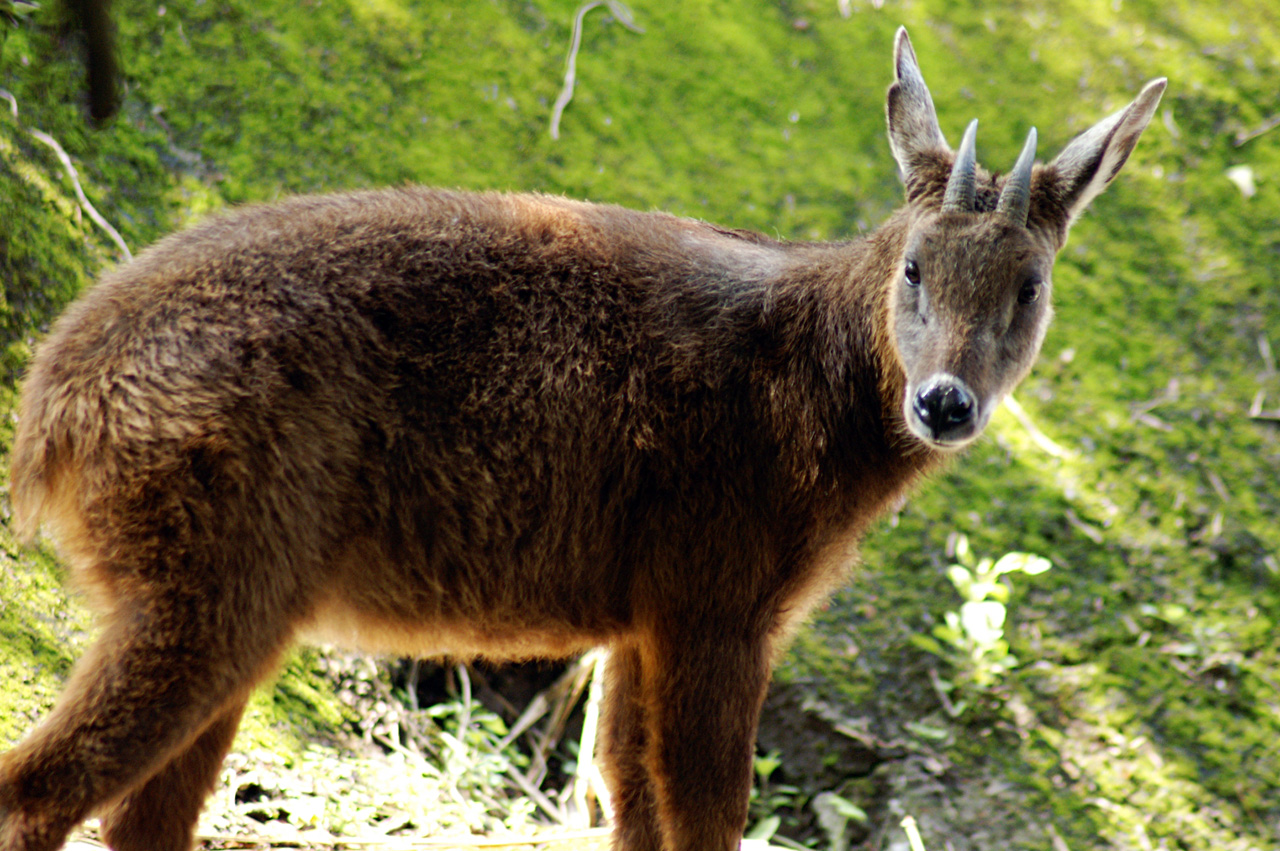
Capricorno di Taiwan.

Capricornis Ogilby, 1837 è il genere della sottofamiglia dei Caprini al quale appartengono le sei specie di capricorno o sirau.

## Descrizione
Il capricorno è uno dei quattro animali che appartengono alla tribù dei Rupicaprini: gli altri sono il goral, il camoscio e la capra delle nevi. Sebbene sia normalmente classificato in un genere differente da quello degli altri tre, il capricorno è strettamente imparentato col goral dal quale differisce per le maggiori dimensioni - almeno 80 cm di altezza, mentre il goral non supera i 70 cm, e per le sue piccole ghiandole facciali che gli conferiscono un odore simile a quello dei cefalofi e che si trovano in una cavità del cranio. Le sue corna sono simili a quelle del goral: nere e fittamente corrugate, lunghe circa 20 cm, puntano diritte all'indietro, in linea con il muso, e soltanto le loro estremità appuntite sono leggermente incurvate.
Delle sei specie di capricorni, il capricorno di Sumatra è alto circa 1 m, e pesa dai 67 ai 90 kg, ha la pelliccia ruvida, rada, brizzolata dal nero al rosso, una folta criniera sulla nuca e orecchie molto lunghe. Il capricorno rosso è molto simile, ma si distingue per la pelliccia di colore marrone-rossastro. La specie dell'Himalaya ha gli arti color castano all'esterno e bianco sporco all'interno, mentre il colore generale del mantello è nero; la specie della Cina, invece, pur essendo nera, è caratterizzata dalla criniera solitamente bianca e molto lunga.
Le altre due specie sono insulari. Il capricorno del Giappone ha un manto più lungo e più lanoso, orecchie più corte, è privo di criniera e ha coda robusta. Il suo colore va dal nero al marrone scuro, ed è più chiaro d'estate; ha un'altezza di soli 80 cm, e pesa 20 kg. Il pelo sul corpo può raggiungere i 10 cm di lunghezza. A sua volta, il capricorno di Taiwan è altrettanto piccolo quanto quello del Giappone, ma ha mento e gola rosso-bruni, macchie bianche sul petto e sul ventre, mentre le zampe sono baie con una linea nera verticale sul lato anteriore.

## Distribuzione e habitat
Le quattro specie continentali di capricorno vivono da Sumatra all'Himalaya, al Sichuan e alle pianure della Cina meridionale. Le due specie insulari, invece, come si può facilmente intuire, vivono in Giappone e a Taiwan.
Il capricorno, come il goral, vive in zone rocciose ed è un buon arrampicatore; tuttavia, è meno agile del goral date le sue maggiori dimensioni, e preferisce ambienti umidi. Ambedue questi Caprini sono stati trovati nelle montagne del Sichuan, in Cina, dove abitano le umide gole con piccoli corsi d'acqua a 3–4000 m. Qui il terreno è scosceso, ma vi è ancora boscaglia fitta o foresta, o giungla di bambù.
A Sumatra, il capricorno vive nelle basse colline tropicali, sempre ripide, ma ricche di acque e di foreste, e con massi e caverne. Sembra che il capricorno migri, per così dire, verticalmente con le stagioni, andando cioè d'estate nelle zone più alte delle colline. Il capricorno del Giappone vive sopra i 900 m nelle foreste di pini e nei pascoli aperti, lo stesso dicasi per quello di Taiwan.
Diversamente dai goral, che si aggirano in piccoli greggi, i capricorni continentali (e probabilmente anche le altre due specie) sono animali solitari. Ciascun capricorno sembra disporre di un piccolo territorio e quattro o cinque di essi si dividono tra loro il versante di una collina; sono molto attivi e, analogamente a molti altri mammiferi di quella regione, si alimentano soprattutto all'alba e al crepuscolo, giacendo al coperto durante le ore calde della giornata.

## Biologia
Nel capricorno del Giappone, e presumibilmente anche nelle altre cinque specie, l'accoppiamento è preceduto da un corteggiamento rituale simile sia a quello delle capre che a quello delle gazzelle. Il maschio lecca la bocca della femmina, la colpisce tra le zampe posteriori con le sue anteriori e striscia le sue corna contro i genitali della femmina. La gestazione ha una durata di 200-230 giorni. La stagione delle nascite varia nelle differenti parti della sua area: in Giappone, le nascite si verificano da giugno ad agosto, nell'Himalaya da maggio a giugno e, nel Myanmar, alla fine di settembre. Il parto richiede circa mezz'ora e la femmina continua ad aggirarsi durante il parto che avviene senza difficoltà. Il piccolo ha un'altezza di 30 cm al momento della nascita, mentre raggiunge le dimensioni finali in circa un anno.

## Conservazione
Al primo segno di pericolo, il capricorno fugge con uno sbuffo sibilante; infatti esso rappresenta una preda ricercata in particolare da leopardi, tigri, cuon (cani selvatici) e lupi, ma anche dagli uccelli da preda che ne agguantano i piccoli. In Giappone e a Formosa, la maggior parte di questi nemici è assente, sebbene vi siano ancora orsi e lupi. Questi ultimi sembrano essersi estinti solo di recente in Giappone.

## Specie
Il genere Capricornis comprende in tutto sei specie:
- Capricornis crispus (Temminck, 1836) - capricorno del Giappone;
- Capricornis milneedwardsii David, 1869 - capricorno della Cina;
- Capricornis rubidus Blyth, 1863 - capricorno rosso;
- Capricornis sumatraensis (Bechstein, 1799) - capricorno di Sumatra;
- Capricornis swinhoei Gray, 1862 - capricorno di Taiwan;
- Capricornis thar Hodgson, 1831 - capricorno dell'Himalaya.